# Mari-Turek
Mari-Turek (ros. Мари-Турек, mar. Марий Тӱрек) – osiedle typu miejskiego w środkowej Rosji, na terenie wchodzącej w skład tego państwa Republiki Mari El, we wschodniej Europie.
Miejscowość liczy 5965  mieszkańców (1 stycznia 2005 r.).